# Hennessy
Hennessy [ɛnˈsiː] ist eine Cognac-Brennerei mit Sitz in Cognac (Frankreich). Sie ist ein Tochterunternehmen des Luxusgüterkonzerns LVMH.

## Geschichte

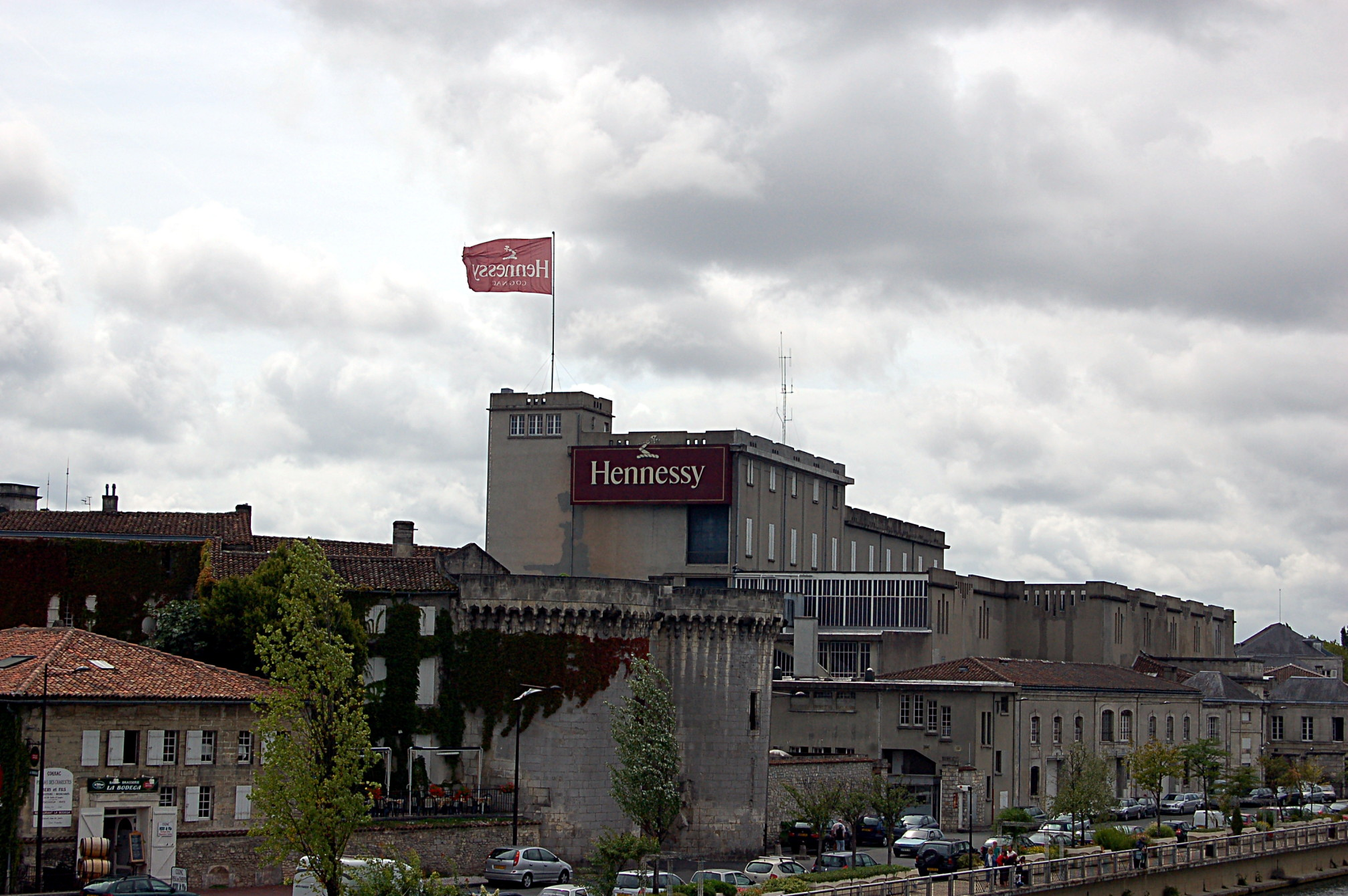
Cognac-Brennerei Hennessy

Das Unternehmen wird in achter Generation von der Familie Hennessy geführt. Gründer des Unternehmens im Jahr 1765 war der Offizier Richard Hennessy, der im 18. Jahrhundert aus Irland nach Cognac immigrierte und zunächst nur Handel betrieb. Erst sein Sohn James Hennessy begann mit der Destillation. Bereits 1794 wurden die ersten Produkte nach Übersee exportiert. Der Name der Firma lautet seit 1813 Jas Hennessy & Co.
Unter der Führung von Kilian Hennessy schloss sich Hennessy 1971 mit dem Champagnerhersteller Moët et Chandon zusammen. 1987 fusionierte diese Koalition Moët Hennessy mit dem Handtaschenhersteller Louis Vuitton zum weltweiten Branchenführer in der Luxusgüterindustrie Moët Hennessy Louis Vuitton (LVMH).

## Produkte

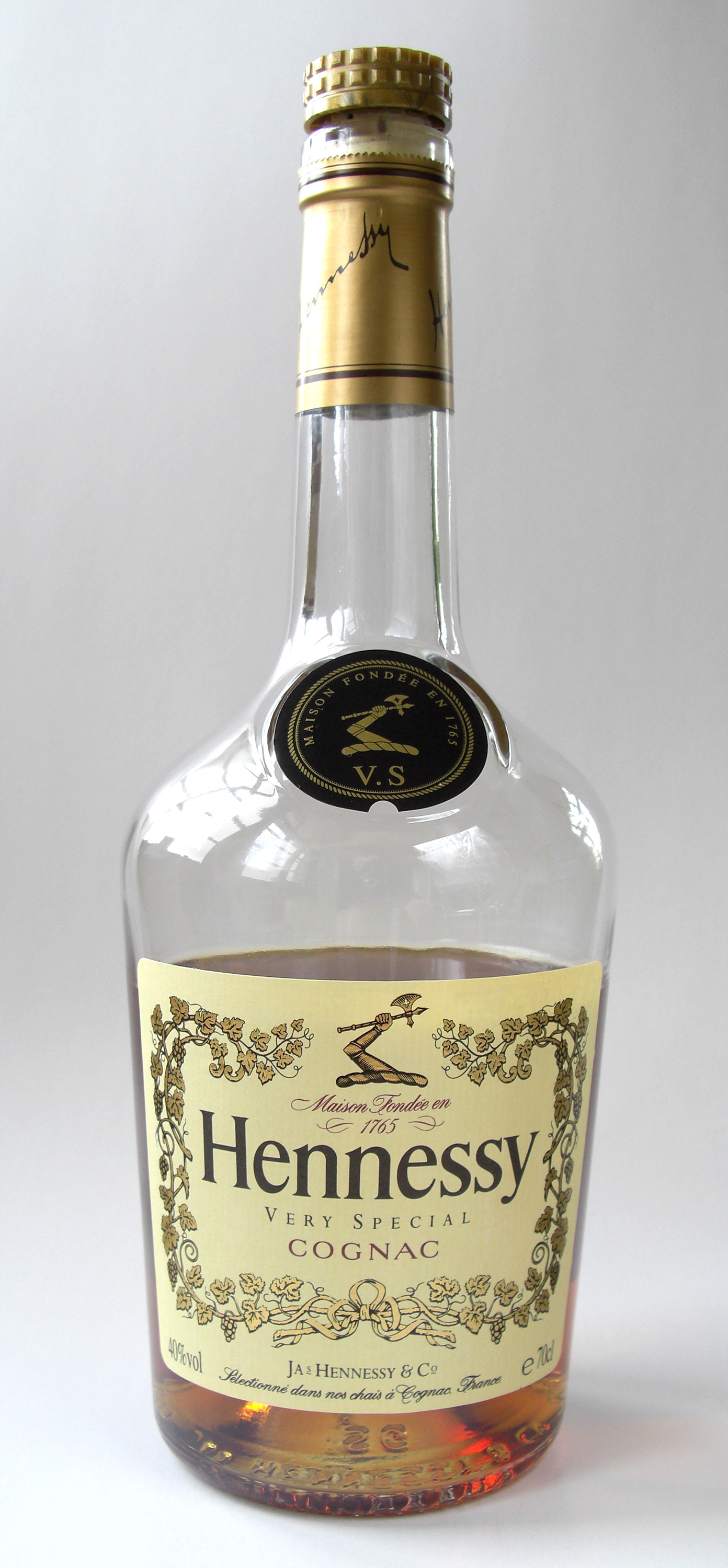
Cognac Hennessy Very Special

- Hennessy Bras Armé (ältere Ausführung des VS)
- Hennessy Pure White (für Mixgetränke, nicht mehr im Handel erhältlich)
- Hennessy V.S.
- Hennessy Black
- Hennessy V.S.O.P. Privilege Fine Champagne
- Hennessy Fine de Cognac
- Hennessy Le Peu (Produktion eingestellt)
- Hennessy Izambard (Produktion eingestellt)
- Hennessy Camp Romain (Produktion eingestellt)
- Hennessy Jimmy
- Hennessy X.O. (Extra Old)
- Hennessy No.1 (Tres vieux Cognac in der traditionellen Flasche wie sie Hennessy früher verwendet hat)
- Hennessy Private Reserve (Premiummarke, sehr exklusiv, schwer zu erhalten)
- Hennessy Privé (Duty Free)
- Hennessy Paradis
- Hennessy Diptyque (Nur in Duty-free shops auf internationalen Flughäfen)
- Richard Hennessy (nach dem Gründer von Hennessy Cognac)
- Hennessy Timeless (auf 2000 Flaschen limitierte Auflage zum Jahrtausendwechsel, wird nicht mehr produziert)
- Hennessy Ellipse (Eine limitierte Edition, schwer zu erhalten)